# Mono County
Mono County er et amt beliggende i den øst-centrale del af den amerikanske delstat Californien, grænsende til Sierra Nevada og nabostaten Nevada. Hovedbyen i amtet er Bridgeport. I år 2010 havde amtet 14.202 indbyggere.

## Historie
Amtet blev dannet i 1861 fra dele af Calaveras, Fresno og Mariposa Countys. Noget af den sydlige del af Mono blev i 1866 givet videre til Inyo County.
Amtet er opkaldt efter Mono Lake, som i 1952 var blevet opkaldt af Kaibab-Paiute indianere.

## Geografi
Ifølge United States Census Bureau er Monos totale areal er 8.111,3 km² hvoraf de 226,4 km² er vand. 

### Grænsende amter
- Inyo County - syd
- Fresno County - sydvest
- Madera County - sydvest
- Tuolumne County - vest
- Alpine County - nordvest
- Douglas County, Nevada - nord
- Lyon County, Nevada - nordøst
- Mineral County, Nevada - øst
- Esmeralda County - sydøst

### Byer i Mono
| - Aspen Springs - Benton - Bridgeport - Chalfant Valley - Coleville - Crowley Lake - June Lake - Lee Vining | - Mammoth Lakes - McGee Creek - Mono City - Paradise - Sunny Slopes - Swall Meadows - Topaz - Walker |